# Djelfa (provins)

Djelfas provins i Algeriet

Djelfa (arabiska ولاية الجلفة) är en provins (wilaya) i norra Algeriet. Provinsen har 1 223 223 invånare (2008). Djelfa är huvudort.

## Administrativ indelning
Provinsen är indelad i 12 distrikt (daïras) och 36 kommuner (baladiyahs).